# Orlovická hora
Orlovická hora je přírodní památka poblíž obce Pocinovice v okrese Domažlice. Oblast spravuje Agentura ochrany přírody a krajiny ČR. Důvodem ochrany je stará dobývka limonitových rud, která je významnou dokumentační lokalitou domažlického krystalinika.
Přírodní památka zahrnuje vrcholovou část stejnojmenného vrchu o nadmořské výšce 723 metrů geomorfologicky spadajícího do celku Všerubská vrchovina, podcelku Jezvinecká vrchovina, okrsku Havranická vrchovina a podokrsku Orlovická vrchovina.